# La Opinión (Argentine)
Pour les articles homonymes, voir La Opinión.

La Opinión (« L'Opinion ») était un journal argentin fondé en 1971, sous la dictature de la « Révolution argentine », par Jacobo Timerman, le premier numéro étant publié le 4 mai 1971. Adoptant une ligne de centre-gauche, son format était inspiré par Le Monde. Il comptait parmi les meilleurs journalistes de l'époque .

## Rédacteurs du quotidien
Le poète et critique Raúl Vera Ocampo était directeur du supplément culturel du journal, et l'écrivain Mario Diament travailla dans la section internationale avant de devenir chef de rédaction. Le sous-directeur était Julio Algañaraz, et deux des secrétaires de rédaction étaient le journaliste Horacio Verbitsky (qui écrivit par la suite un des comptes rendus les plus fouillés du massacre d'Ezeiza) et Juan Carlos Algañaraz. À la première réunion, Jacobo Timerman aurait dit : « C'est très facile. Copiez Le Monde », et, au sujet de l'orientation politique: « À droite en économie, centriste en politique et à gauche dans la culture ».
Différentes personnalités culturelles importantes de l'époque participèrent à La Opinión, dont le poète Juan Gelman, Miguel Bonasso, Carlos Ulanovsky, l'écrivain Tomás Eloy Martínez ainsi qu'Ernesto Sábato, Pompeyo Camps, Osvaldo Soriano, Ricardo Halac, Enrique Raab, Hermenegildo Sabat, Roberto Cossa, le journaliste Rodolfo Walsh, Maria Esther Giglio, Hugo Gambini, etc. Plusieurs d'entre eux appartenaient à la gauche péroniste (Gelman, Bonasso, Verbitsky, Walsh, etc.). Le sénateur uruguayen Zelmar Michelini, assassiné en 1976, écrivit aussi dans ce journal.

## La dictature
Dans les premiers temps qui suivirent le coup d'État de mars 1976, le journal adopta une ligne ambiguë, justifiant le putsch militaire par la crise politique antérieure du pays, tout en considérant le général Videla, nommé à la tête de la junte, comme un frein contre les courants les plus à l'extrême-droite du régime, incarnés par les généraux Ramón Camps, Ibérico Saint Jean et Guillermo Suárez Mason.
Malgré cette ligne prudente, le journal fut fermé et exproprié en 1977, tandis que son directeur, Jacobo Timerman, d'origine juive, fut fait desaparecido, le 14 avril 1977 par un groupe paramilitaire dirigé par le général Ramón Camps. Son enlèvement fut décidé par les militaires les plus radicaux, présents en particulier dans la province de Buenos Aires, et qui escomptaient ainsi démontrer l'allégeance prétendue de Timerman au communisme et ses prétendus liens avec le banquier David Graiver, accusé par la revue antisémite Cabildo de financer (prétendument) la guérilla des Montoneros.
Timerman resta enfermé dans des centres clandestins de détention pendant deux ans et demi, avant que sa détention ne soit légalisée sous la pression internationale, et qu'il ne soit finalement libéré. 
La dictature argentine publia ensuite, de 1977 à 1981, un journal du même nom, mais avec une ligne éditoriale totalement asservie à la junte militaire.

## Source originale (partielle)
- (es) Cet article est partiellement ou en totalité issu de l’article de Wikipédia en espagnol intitulé « La Opinión (Buenos Aires) » (voir la liste des auteurs).